# 小鳥のいる聖家族
『小鳥のいる聖家族』（ことりのいるせいかぞく、西: Sagrada Familia del pajarito, 英: The Holy Family with a Little Bird）は、スペインのバロック絵画の巨匠バルトロメ・エステバン・ムリーリョが1650年ごろにキャンバス上に油彩で描いた絵画である。注文主は不明であるが、画家初期の代表作の1つとして知られている。1744年に、ムリーリョの作品を愛好した王妃エリザベッタ・ファルネーゼにより購入された。1810年にナポレオン軍に没収されたが、1818年に返還され、翌年から今日にいたるまでマドリードのプラド美術館に所蔵されている。作品は、家庭、家族、そして労働を称揚しているが、対抗宗教改革時代の聖ヨセフ崇拝を反映して聖ヨセフが聖家族の主役としての役割を与えられている。

## 作品
本作は、褐色系が支配的な色調、明確な輪郭描写、厳しい線描と強めの筆致、強い光と影のコントラストから、ムリーリョが前時代のフランシスコ・デ・スルバランらの絵画における自然主義の影響を受けていた初期の作品であることがわかる。本作の推定制作年代である1650年前後には、他にもいくつかの聖家族作品が描かれたとされ、それらの作品では本作のように、聖母マリアに代わって養父聖ヨセフがイエス・キリストを抱き、家族の中心となっている。

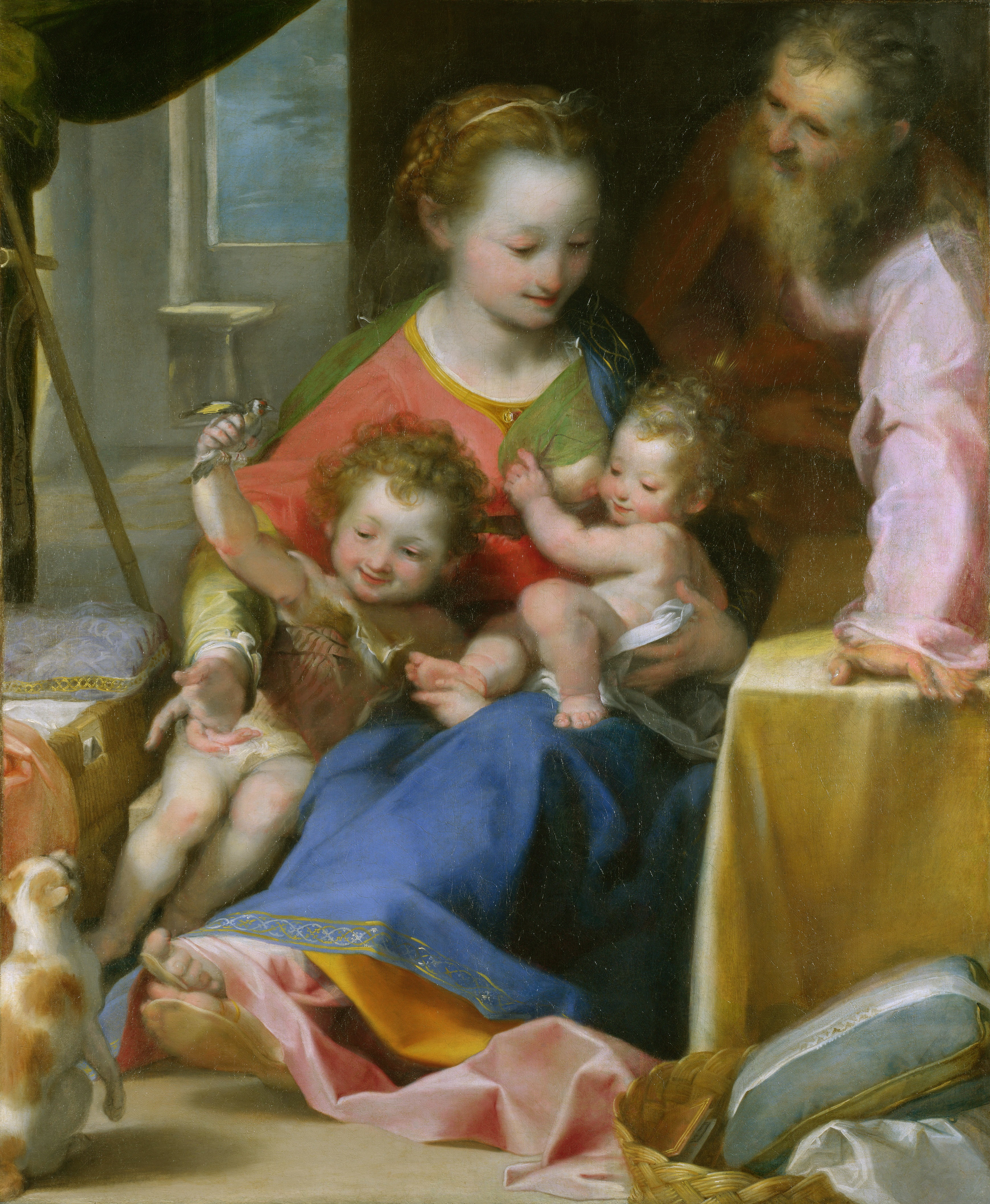
フェデリコ・バロッチ『猫の聖母』 (1575年) ナショナル・ギャラリー (ロンドン)

この絵画には、『聖書』には記されていないイエス・キリストの幼年時代が表されている。簡素な部屋の中で、愛らしいイエスが養父ヨセフの懐に抱かれつつ、小鳥を右手で掲げ示し、白い子犬と戯れているところである。イエスと小犬にはスポットライトが当てられ、強調されている。ヨセフは、衣服から覗く大きな手足にも明らかなように、がっしりとした体つきの壮年の男性として描かれている。画面右端の作業台は、彼が大工の仕事を一休みしていることを物語っているのであろう。2人の左奥で家事に勤しむマリアも、糸を紡ぐ手を休め、柔らかな表情でイエスを見つめている。ヨセフの大工道具箱やマリアの手芸籠などムリーリョの卓越した技法で描かれている静物の描写は、仕事に対する愛というテーマも垣間見える。
本作は幸福な家族の日常的なスナップショットのようであるが、中央の父子の姿には2つの重要な崇敬が表現されている。まず、幼児イエスへの崇敬であり、バロック期のスペインでは絵画や彫刻を問わず、美術の主題として普及した。ムリーリョも『善き羊飼い』 (プラド美術館) で幼子イエスの単独肖像を描いている。
もう一方の崇拝はヨセフに対するものであり、特に16世紀末からアビラの聖テレサらのカルメル会士により奨励された。ヨセフは寛大で慎み深く献身的な人間、すなわちキリスト教徒の家庭における模範的な父親として信心を集め、スペインのバロック美術において頻出する人物となった。ムリーリョは伝統的なマリアとイエスの聖母子像の名手であったが、ヨセフとイエスの父子像も数多く描いている。
本作の図像は、イタリアの画家フェデリコ・バロッチの『猫の聖母』 (ロンドン・ナショナル・ギャラリー) から着想を得ている。この作品を、ムリーリョはコルネリス・コルト (1533年ごろ-1578年) の版画、あるいは何らかの複製を通して知ったのであろう。しかし、ムリーリョの作品は、バロッチの作品をいくつかの点で変更した。右手で小鳥を握っている幼い洗礼者ヨハネはイエスに置き換えられ、猫も小犬に換えられている。なかでも、マリアの位置が画面中央から左奥に移され、ヨセフが右奥から移動し、イエスとともに中央を占めている。伝統的な聖母子中心の聖家族図があえて変更され、上述のようにヨセフが父親の理想像として提示されていると考えられる。彼の外見も、バロッチの作品における白髭をたくわえた老人から豊かな黒髪の壮年男性へと変化してしているのも同じ理由からであろう。